# Matthias Martinius

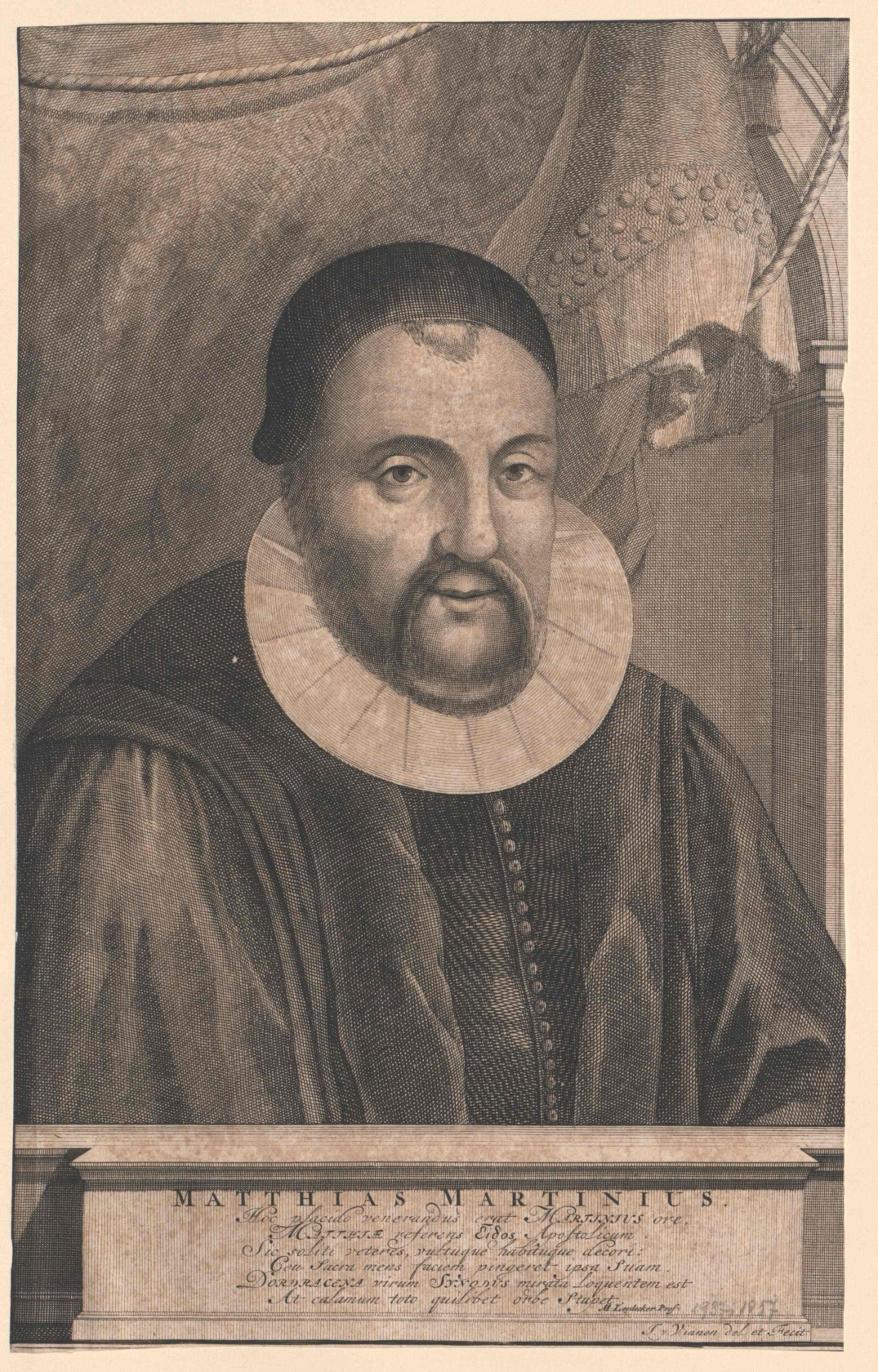
Matthias Martinius, Stich von Jan van Vianen (1711)

Matthias Martinius, auch Matthias Martini (* 1572 in Freienhagen, Kreis Waldeck; † 30. Dezember 1630 in Kirchtimke bei Bremen), war ein deutscher evangelischer (zuerst lutherisch, dann reformierter) Theologe und Philologe.

## Leben
Martini, Sohn des Freienhagener Richters. Jonas Martini († ca. 1595/96), begann nach dem Besuch des Korbacher Gymnasium und des Pädagogiums in Herborn 1589 sein Theologiestudium an der Hohen Schule Herborn. Hier nahm er den reformierten Glauben an. Besonders geprägt wurde er von Bernhard Textor, bei dem er 1592 disputierte.
Seit 1596 Lehrer der Hohen Schule, unternahm Martinius ab 1597 mit den wittgensteinischen Grafensöhnen, deren Präzeptor er schon während des Studiums gewesen war, eine längere Reise in die Niederlande (Besuch der Universität Leiden und des Haager Hofs des Prinzen Moritz von Oranien) und nach Norddeutschland.
Nach seiner Rückkehr wurde er 1598 in Siegen zum Pädagogearchen und Adjunkten des Stadtpfarrers ernannt. Neben kontrovers-theologischen Schriften rückte er – Vertreter der ramistischen Wissenschaftstheorie – das schulisch-pädagogische Moment mit einem ganzheitlichen Bildungsziel in den Vordergrund. An der deutschen Bibelübersetzung von Johannes Piscator war er maßgeblich beteiligt, dazu hielt er Vorlesungen in Exegese, Hebraistik, Metaphysik, Ethik und Logik. Zu seinen wichtigsten Schülern gehört der spätere Herborner Professor Johann Heinrich Alsted.
1607 übernahm er eine Pfarrstelle in Emden in Ostfriesland, 1610 wurde er Rektor des Bremer Gymnasium Illustre und Professor für Theologie am Gymnasium Bremen, das er nach dem Herborner Vorbild ausbaute und das auch durch ihn berühmt wurde.
Er nahm 1618/19 an der Dordrechter Synode teil.
Martinius war Verfasser philologischer Werke, darunter der vielfach wiederaufgelegten »Graecae linguae fundamenta« und des »Lexicon philologicum«. Dank seiner guten Verbindungen zu der böhmischen Brüderkirche sowie über seinen Schüler Johann Heinrich Alsted trug er entscheidend zur geistigen Formung des Johann Amos Comenius, des Begründers der Pädagogik, bei. Seine philologischen Werke genossen an den niederländischen Universitäten bis in das frühe 18. Jahrhundert hohe Anerkennung und behielten – etwa für das Finno-ugrische – ihren Wert bis ins 20. Jahrhundert.